# Tristan Schulmann
Pour les articles homonymes, voir Schulmann.
 (août 2016).
Tristan Schulmann, né le 11 décembre 1981 à Mantes-la-Jolie, est un scénariste, réalisateur et documentariste français. Il est le fils du réalisateur Patrick Schulmann.

## Biographie
En 2007, il réalise avec Xavier Sayanoff le documentaire Suck my Geek ! diffusé sur Canal + le 30 novembre 2007. En 2009, il réalise, toujours avec Xavier Sayanoff le documentaire Viande d'origine française. Diffusé sur Canal + le 14 novembre 2009, le film livre une analyse approfondie[réf. nécessaire] de la difficulté à produire du cinéma de genre en France.
Après avoir entre autres co-réalisé le making-of du film La Horde, il s'oriente vers l'écriture de scénarios pour le cinéma. Il a notamment co-écrit en 2014 le film de zombies Goal of the Dead, réalisé par Benjamin Rocher et Thierry Poiraud.
En 2015, il co-écrit avec Lilou Fogli le film Un peu, beaucoup, aveuglément, réalisé par Clovis Cornillac. La même année, il collabore à nouveau avec Benjamin Rocher pour le long-métrage Antigang, remake du film anglais The Sweeney.

## Filmographie

### Réalisateur
- 2001 : Crimes et Déguisements (court-métrage)
- 2007 : Suck my Geek ! - Documentaire de 52 minutes diffusé sur Canal +.
- 2009 : Viande d'origine française - Documentaire de 52 minutes diffusé sur Canal +.
- 2010 : La Bande à Baadass - Making-of du film La Horde, de Benjamin Rocher et Yannick Dahan

### Scénariste
- 2014 : Goal of the Dead - partie 1 & 2 de Benjamin Rocher et Thierry Poiraud
- 2015 : Un peu, beaucoup, aveuglément de Clovis Cornillac
- 2015 : Antigang de Benjamin Rocher
- 2016 : TANK série en 10 × 10 min de Samuel Bodin
- 2019 : Un vrai bonhomme de Benjamin Parent (idée)
- 2022 : C'est magnifique ! de Clovis Cornillac
- 2022 : Jack Mimoun et les secrets de Val Verde de Malik Bentalha et Ludovic Colbeau-Justin
- 2023 : Antigang, la relève de Benjamin Rocher - (idée)
- 2024 : Chien et Chat de Reem Kherici